# Серов, Иван Алексеевич
Ива́н Алексе́евич Серо́в (1915, Харьков — 18 августа 1969, Харьков) — советский футболист, нападающий, полузащитник.
Начинал карьеру в харьковском «Спартаке» в 1934 году. В 1940—1941 годах играл в «Тракторе» Сталинград, в 1944—1945 — в «Динамо» (Киев), в 1946—1951 — в «Локомотиве» Харьков.
В чемпионате СССР в 1938, 1940, 1945, 1949—1950 годах провёл 79 игр, забил 9 голов. В аннулированном чемпионате 1941 года в девяти матчах забил один гол.
Младший брат Алексей также футболист.